# El tunco Maclovio
El tunco Maclovio  es una película mexicana de 1970 dirigida por Alberto Mariscal y protagonizada por Julio Alemán y Mario Almada. Fue realizada en México en  1968-69. Esta cinta contribuyó en las carreras cinematográficas de Mario Almada y Julio Alemán, así como también en las películas de género western.

## Trama
La historia de la película se basa en un hombre que es perseguido por la sombra de su amigo Juan Mariscal, quien muere a la edad de 15 años, con un balazo del arma del Tunco Maclovio. Lleno de dolor, arrepentimiento y sin pensarlo se corta la mano, y se convierte en un hombre solitario, un pistolero y asesino a sueldo, hasta que conoce a la Señorita Sara, a su nuevo amigo Marcelo y su vida vuelve tener sentido. Pero el pasado no le deja vivir en paz, hay una persona que busca venganza y piensa que la vida del Tunco «no vale ni un pedazo de carne». (Tunco se le llama en algunos lugares de América Latina a la persona que no tiene una o las dos manos, por la similitud con la «mano» sin dedos de los cerdos o tuncos).
La persona persiguiéndolo es Mario Almada, quien hace el papel de Juan Mariscal, el padre del amigo del Tunco Juan Mariscal. Cuando estos dos se enfrentan cara a cara y el Sr. Juan Mariscal le dice que él es el padre de Juan Mariscal y quiere cobrarse la muerte de su hijo, El Tunco siendo un pistolero profesional, le dice que dispare. Pero Mariscal no lo hace y le dice que lo hará en su tiempo más exacto. Juan sigue esperando el momento de vengarse e incluso da falsos informes a sus perseguidores. En el camino el Tunco encuentra al niño solitario Marcelo Pavón, quien se une a sus andanzas. Finalmente el Tunco se reúne con Sara, la cual se le entrega a orillas de un río.
Lo interesante es que Juan siempre anda persiguiendo al Tunco. Inclusive cuando el Tunco hasta batallando con Sara a las orillas de un río, un guardaespaldas de ella, va a matar al Tunco pero lo impide Juan, siempre esperando matarlo por su propia mano. El Tunco está feliz por el amor de Sara y acude a una cita con ella en su casa, pero allí es abatido por los pistoleros de Laura a pesar del dolor de su hija.
Sara lo cita en su finca y se dan un beso en medio del patio. Ahí, llega su amigo el niño Marcelo (El Tunco se había enojado con él anteriormente) y este lo persigue hasta la finca. De repente llega también Juan (siempre persiguiéndolo), y a los gritos de Sara los guardaespaldas y el comisario le disparan hasta matar al Tunco; era una trampa. Juan grita que no lo maten pero es demasiado tarde.

## Reparto
- Julio Alemán - Maclovio Castro / El tunco Maclovio
- Mario Almada - Juan Mariscal
- Barbara Angely - Sara Montaño
- Eric del Castillo - Yuma
- Juan Miranda - Julián Moncada
- Julián Bravo - Marcelo Pavón
- Nora Cantú - Dueña del Restaurante
- Carlos Agosti - Comisario
- Eduardo Alcaraz - Tadeo Moncada
- José Ángel Espinosa 'Ferrusquilla' - El pistolero
- Federico Falcón - Martín
- Juan José Laboriel- Clemente
- Roberto Meyer- Matías

## Producción
La película fue filmada en locaciones cercanas a Nombre de Dios, Pueblo Mágico en Durango, particularmente el sitio de interés turístico conocido como «El Saltito», en el set cinematográfico de San Vicente Chupaderos, Durango y en el parque nacional «Sierra de Órganos», Sombrerete, Zacatecas, caracterizado por sus encantadoras formaciones rocosas escénicas.

## Banda sonora
- "Tunco Maclovio", letra y música de Ernesto Cortázar interpretada por Julio Alemán

## Ficha técnica
- Producción: Brook S.A.
- Productor: Oscar Brooks
- Dirección: Alberto Mariscal
- Argumento: José Delfoss
- Guion: Juan Bosch y Eugenio Martin
- Reparto: Julio Alemán, Mario Almada, Juan Miranda, Barbara Angely, Nora Cantú y Eric del Castillo
- Edición: Carlos Savage Jr.
- Fotografía: Rosalío Solano
- Música: Ernesto Cortazar Jr.
- Filmada: 1969
- Estreno: 1970